# LUCA (日本のバンド)
LUↃA（ルカ）は、日本のヴィジュアル系ロックバンド。

## メンバー
- KAZUKI（ボーカル）

LU†ƆA時代は罪歌（Saika）を名乗っていた。
- SHUJI（ギター）
- Jun（ギター）
- TOSHI（ベース）
- REN（ドラムス）

### 旧メンバー
- Makoto/真琴（ドラムス）

## 概要・来歴
1994年に山口県で結成。テレビ朝日系の音楽番組『Break Out』に出演し、全国区で人気となる。
1998年3月、インディーズからミニ・アルバム『CREATION』をリリース。同年12月にポリドールからミニ・アルバム『Eternal Blue』でデビュー。
1999年3月、インディーズ盤としてリリースされたシングル「PLAY TO RISK」がオリコンチャート84位を記録。同年7月にメジャー・シングル「edge」をリリース。
2001年6月23日、新宿ロフトのライブをもって解散。

## ディスコグラフィ

### ビデオ/DVD

#### ビデオ
- 2+2（1999年12月1日/POVH-1088）
- DATE 11f22～1999.11.22 Live at Nihon Seinenkan（2000年5月10日/POVH-1097）

#### DVD
- Date11f22（2000年5月10日/POBH-1009）

### 参加作品
| 発売日        | タイトル                                         | 規格品番   | 曲順 | 楽曲                                 |
| ------------- | ------------------------------------------------ | ---------- | ---- | ------------------------------------ |
| 2000年12月6日 | 「サイファイハリー」オリジナル・サウンドトラック | FSCA-10151 | M.20 | 愛を知るには早すぎたのか（TVサイズ） |

## タイアップ一覧
| 使用年 | 曲名                     | タイアップ                                                 |
| ------ | ------------------------ | ---------------------------------------------------------- |
| 1999年 | edge                     | テレビ朝日系『ビートたけしのTVタックル』エンディングテーマ |
| 1999年 | Because                  | テレビ朝日系『トゥナイト2』エンディングテーマ              |
| 2000年 | Prayer                   | TBS系金曜ドラマ『金曜日の恋人たちへ』エンディングテーマ    |
| 2000年 | 愛を知るには早すぎたのか | テレビ朝日系アニメ『Sci-Fi HARRY』エンディングテーマ       |
| 2001年 | 激しい雨                 | テレビ朝日系『年中夢中!コンビニ宴ス』エンディングテーマ    |
| 2001年 | Around                   | NHK-BS2『新・真夜中の王国』エンディングテーマ              |